# St. Moritz (Zell)

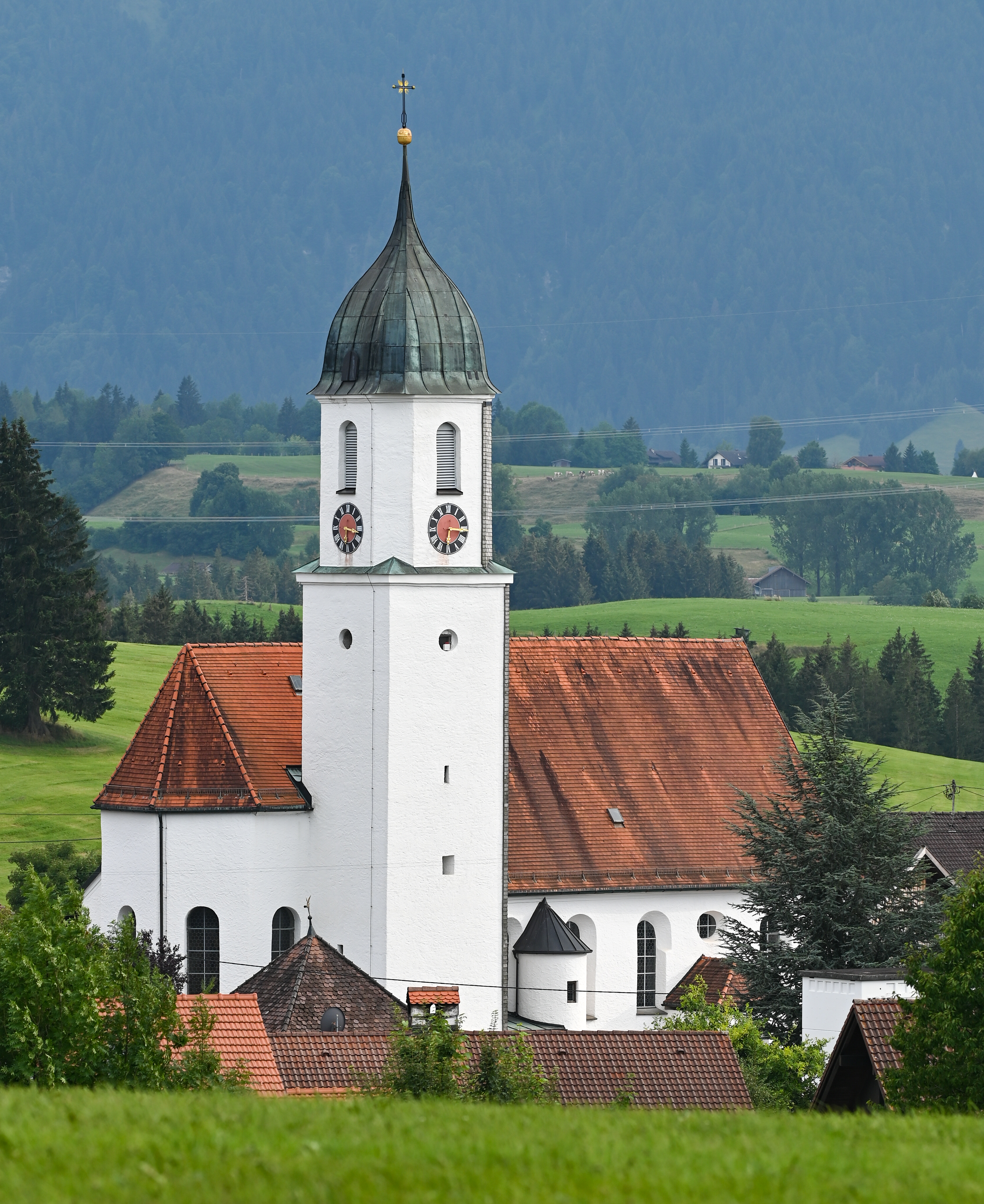
Pfarrkirche St. Moritz in Zell

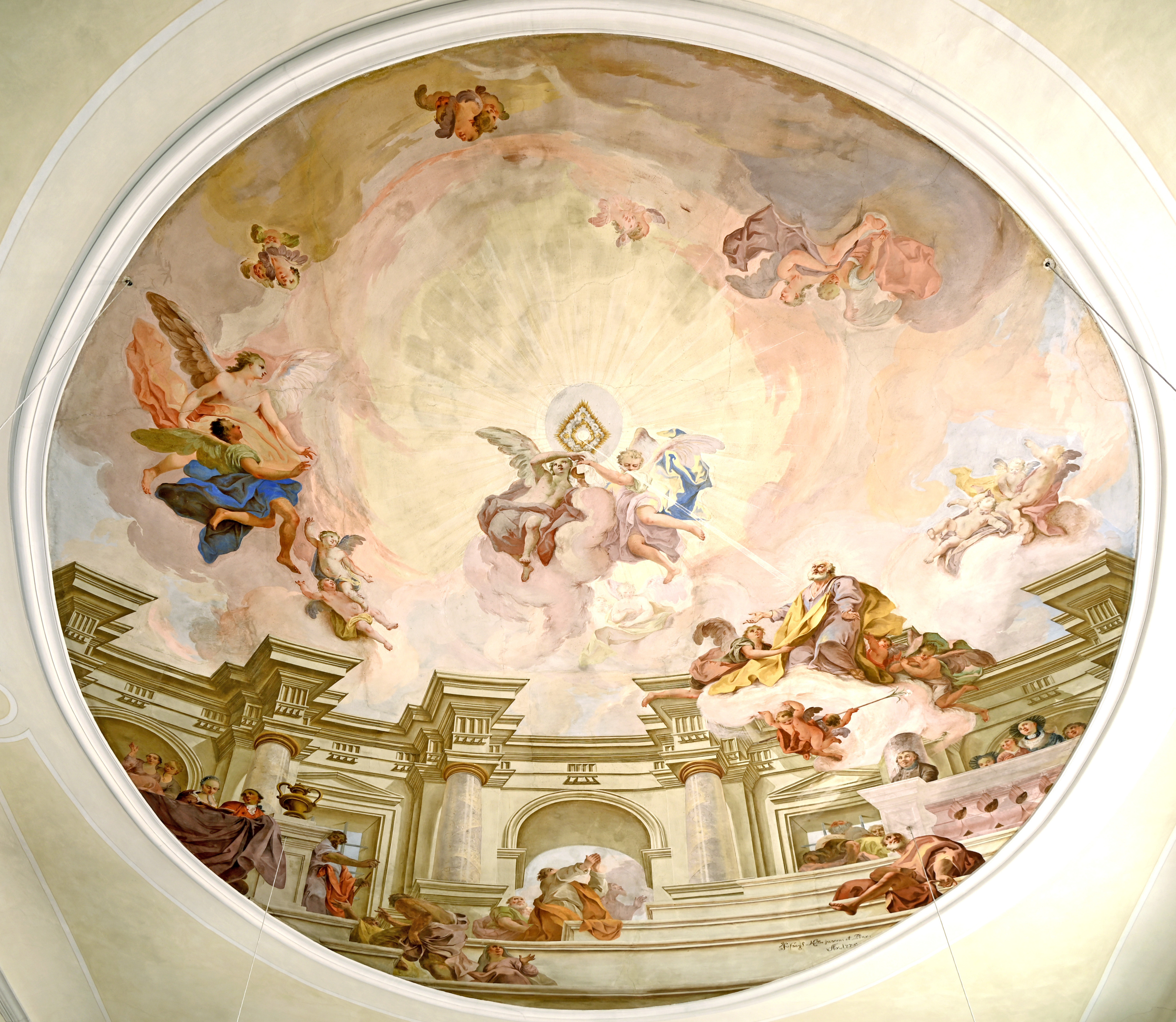
Deckenfresko von J. Keller 1775

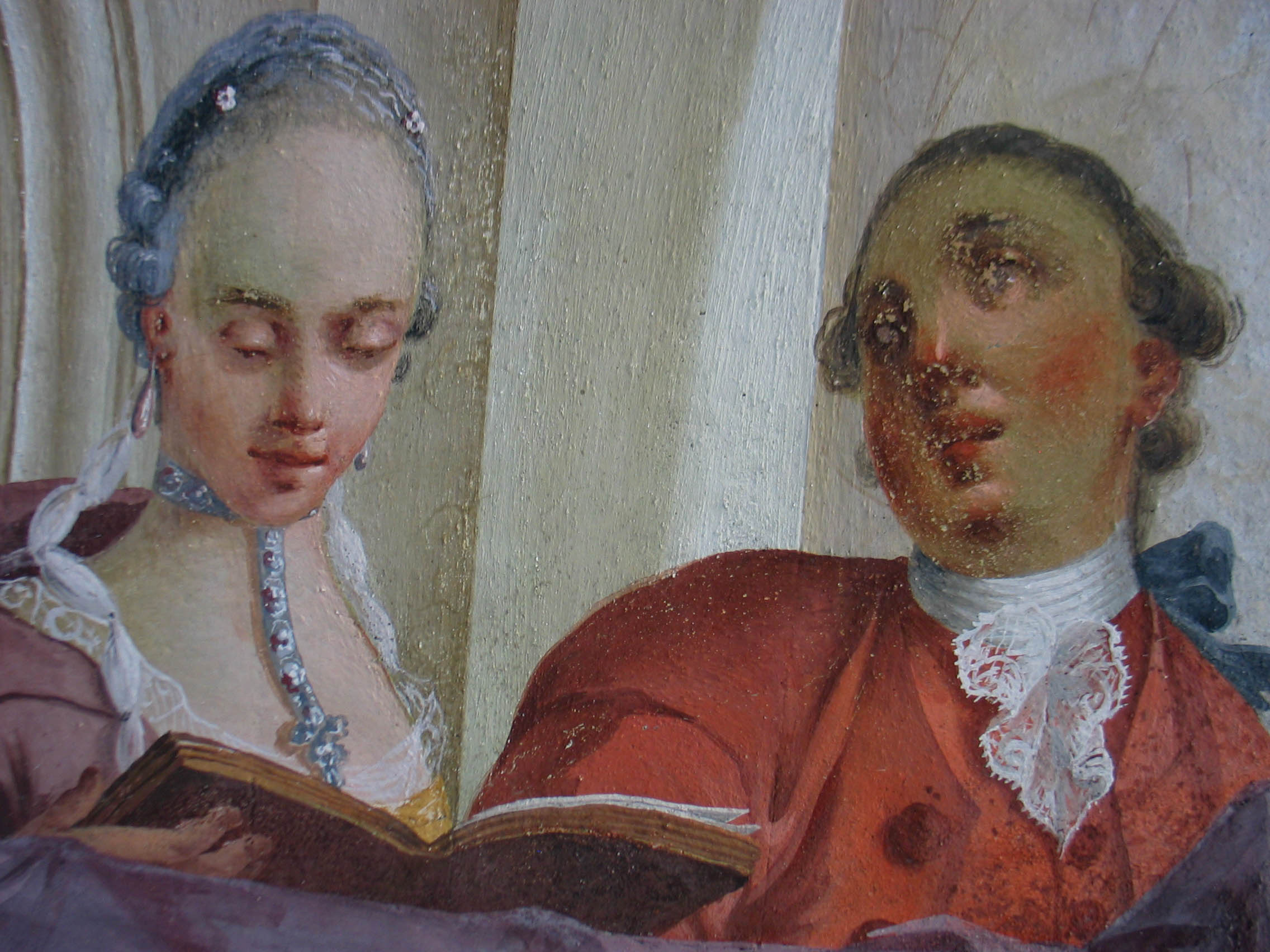
Klemens Karl von Freyberg und seine Frau Ignatia Franziska (Detail des Freskos im Langhaus)

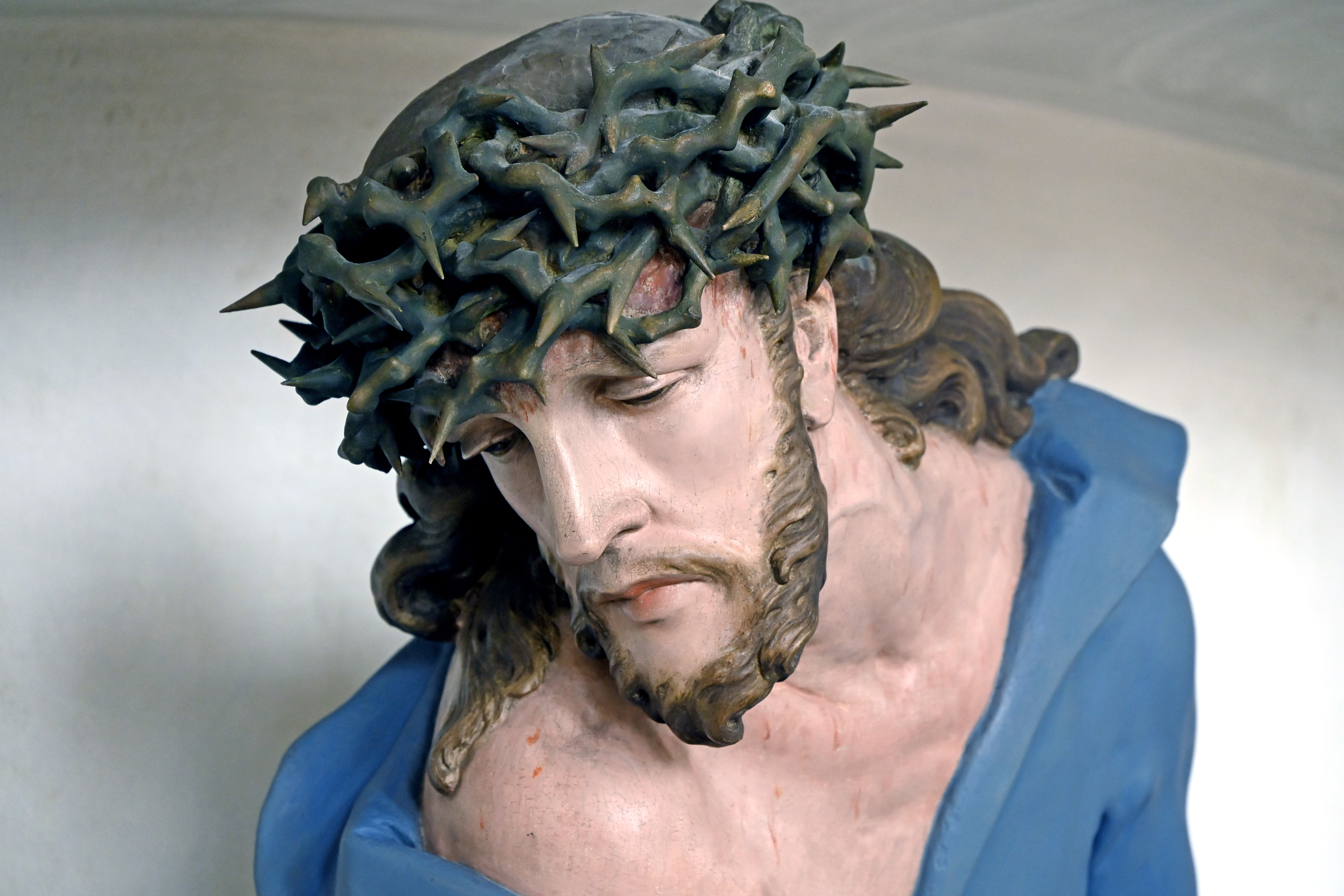
Kerkerchristus (Detail)

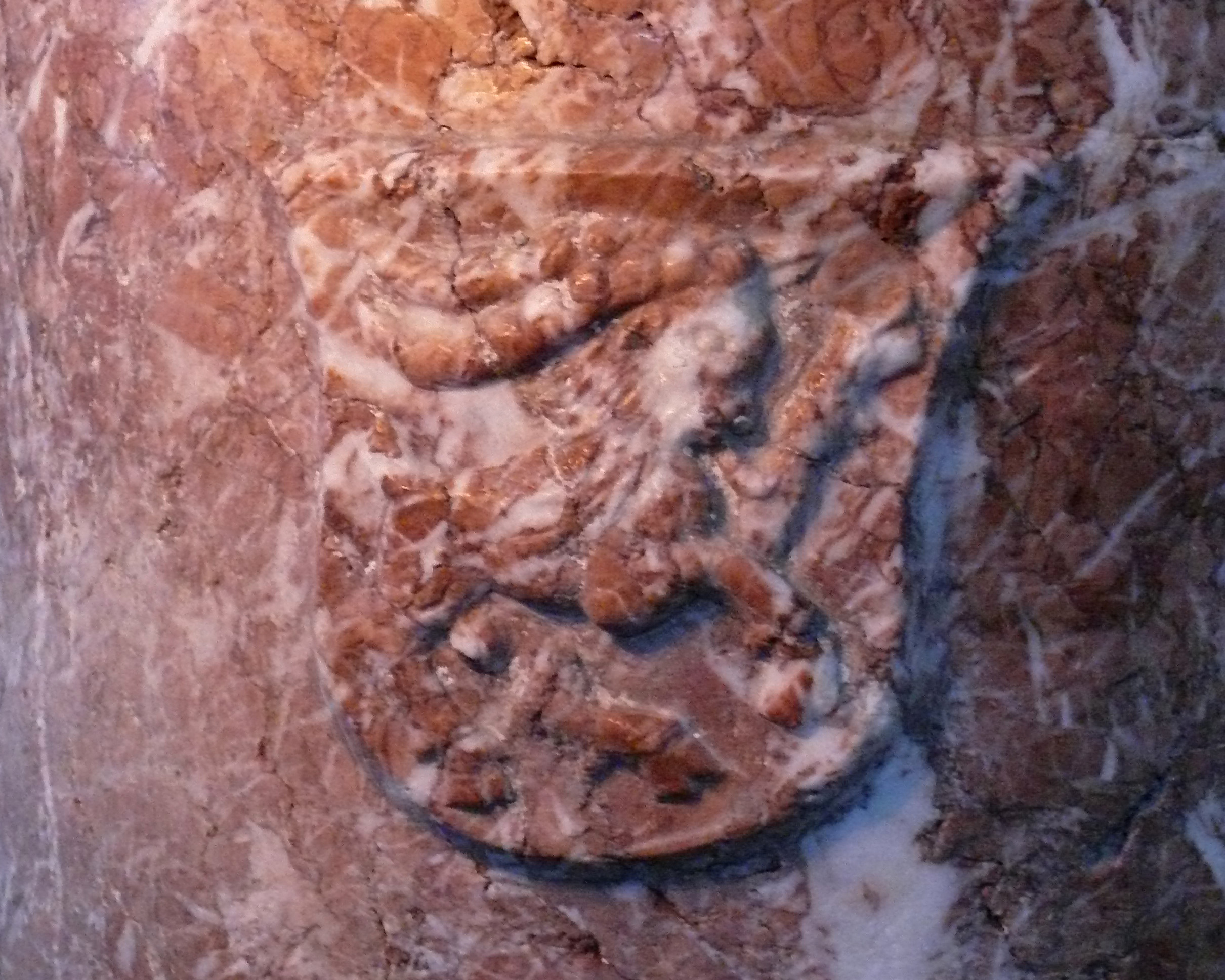
Steinbock im Wappen der Praxedis von Hohenems, Frau des Peter von Freyberg-Eisenberg

St. Moritz in Zell ist die katholische Pfarrkirche der Gemeinde Eisenberg im Ostallgäu, zu der auch die Wallfahrtskirche Maria Hilf und die Kapelle St. Rasso gehört.

## Geschichte
Die Pfarrei Zell war ursprünglich eine Kuratie der Pfarrei Hopfen. Nachdem die Familie von Freyberg mit der Herrschaft Eisenberg belehnt worden war, versuchte sie hier eine von Hopfen unabhängige Pfarrei zu gründen. Dazu ließ sie bald nach 1400 eine Kirche in Zell errichten. 1460 genehmigte Bischof Peter von Augsburg, eine Stiftung des Hopfener Pfarrers, damit ein Hilfsgeistlicher hier an Sonn- und Feiertagen die Messe lesen könne. Demnach muss bereits damals in Zell ein Gotteshaus existiert haben. Als Kaplan wird aber erst 1545 ein Oswald Keller genannt.
Als Patron der neuen Kirche wählten die Ritter von Freyberg den heiligen Mauritius, den Schutzheiligen des Heeres.
Wie Bauuntersuchungen zeigen, wurde die Kirche mehrmals umgebaut und vergrößert. Um 1710 ist eine massiv konstruierte Chorkuppel, wohl auf einem Baubestand aus der Spätgotik oder der beginnenden Neuzeit, aufgesetzt worden. 1800 war der Kirchturm einsturzgefährdet. Er wurde abgerissen und bis 1816 „von Grund aus“ neu aufgeführt. Eine Erweiterung der Kirche erfolgte dann um 1870, als das Langhaus der Kirche auf der Westseite um etwa vier Meter verlängert wurde. Die letzte Renovierung ist 2007 abgeschlossen worden. Sie galt vor allem der Sicherung und Auffrischung der Fresken.

## Ausstattung
Die Kirchenstiftung von St. Moritz musste zu allen Zeiten mit relativ wenig Kapital auskommen. Deshalb ist die Ausstattung der Kirche schlicht. Eine Ausnahme bildet das sehr qualitätvolle Deckenfresko im Langhaus. Es wurde laut Signatur vom fürstbischöflichen Hofmaler Joseph Keller 1775 gemalt und zeigt den hl. Joseph als Fürbitter. Hinter den Balustraden knien Personen, die im Gegensatz zu anderen Figuren porträthaft abgebildet sind. Vermutlich sind es die Stifter des Freskos, auf der linken Seite wohl Klemens Karl von Freyberg-Eisenberg mit seiner Frau Ignatia Franziska von Pfuhl und ihnen gegenüber ihr Amtmann Johann Baptist Reichert und seine Frau Anna Hacker, jeweils mit Kindern.
Auch die vier Evangelisten in den Zwickeln der Chorraumdecke dürften von der Hand Kellers sein. Das längsovale, zentrale Fresko dagegen, das Martyrium des Kirchenpatrons St. Mauritius darstellend, stammt von einem unbekannten Künstler. Es war bereits übermalt und konnte bei den letzten Restaurierungen freigelegt und wieder ergänzt werden.
Ein besonders altes Ausstattungsstück ist ein Weihwasserbecken an der rechten Seite des südlichen Eingangs. Es zeigt die Wappen der Familien von Freyberg und von Hohenems. Damit lässt sich der Rotmarmorstein als Stiftung des Peter von Freyberg-Eisenberg (gestorben 1530) und seiner Frau Praxedis von Hohenems identifizieren.